# Estación Ñiquén
Ñiquén es una estación ubicada en la comuna chilena de Ñiquén, que fue construida junto con la unión de la vía del Ferrocarril Talcahuano-Chillán y Angol con el Ferrocarril Santiago-Curicó, a finales del siglo XIX. Luego pasó a formar parte de la Red Sur de la Empresa de los Ferrocarriles del Estado. Se encuentra una Oficina de Tráfico de EFE, encargada de otorgar las movilizaciones de los servicios de Largo Recorrido, pero no hay detenciones normales de servicios de pasajeros. Cabe destacar que esta estación se encuentra en la puerta de entrada norte a la Región de Ñuble.
El 9 de junio del 2000 hubo un accidente en el chocó el Rápido del Biobío (1020) en dirección norte con el Rápido de la Frontera (1017) en dirección sur. No hubo muertos.
A un costado del recinto estación se encuentra la S/E Ñiquén. Hacia 2022 el edificio principal de la estación y una bodega se encontraban en pie pero deteriorados, mientras que la vivienda del jefe de estación se encuentra habitada.